# Kravany nad Dunajom
Kravany nad Dunajom, ungarisch Karva (bis 1948 slowakisch Karva) ist eine Gemeinde im Südwesten der Slowakei mit 703 Einwohnern (Stand 31. Dezember 2024). Sie liegt im Okres Komárno, einem Teil des Nitriansky kraj.

## Geographie

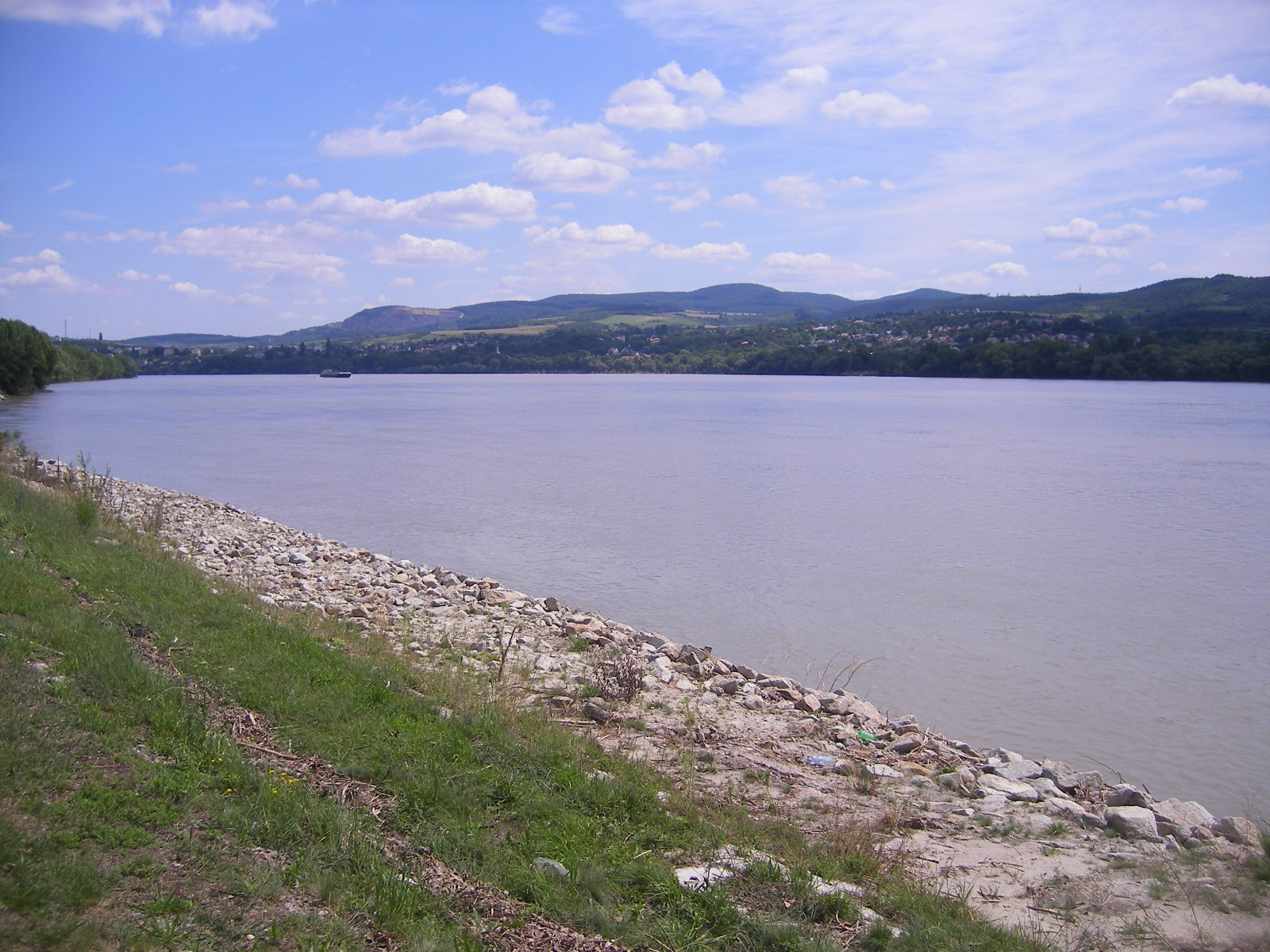
Die Donau bei Kravany nad Dunajom, gegenüber dem ungarischen Ort Lábatlan

Die Gemeinde befindet sich im slowakischen Donautiefland am linken Ufer der Donau, die hier zugleich die Staatsgrenze zu Ungarn bildet. Das Ortszentrum liegt auf einer Höhe von 112 m n.m. und ist 19 Kilometer von Štúrovo sowie 30 Kilometer von Komárno entfernt.
Nachbargemeinden sind Búč im Norden, Mužla im Osten, Lábatlan (H) im Süden, Süttő (H) im Südwesten und Moča im Westen.

## Geschichte

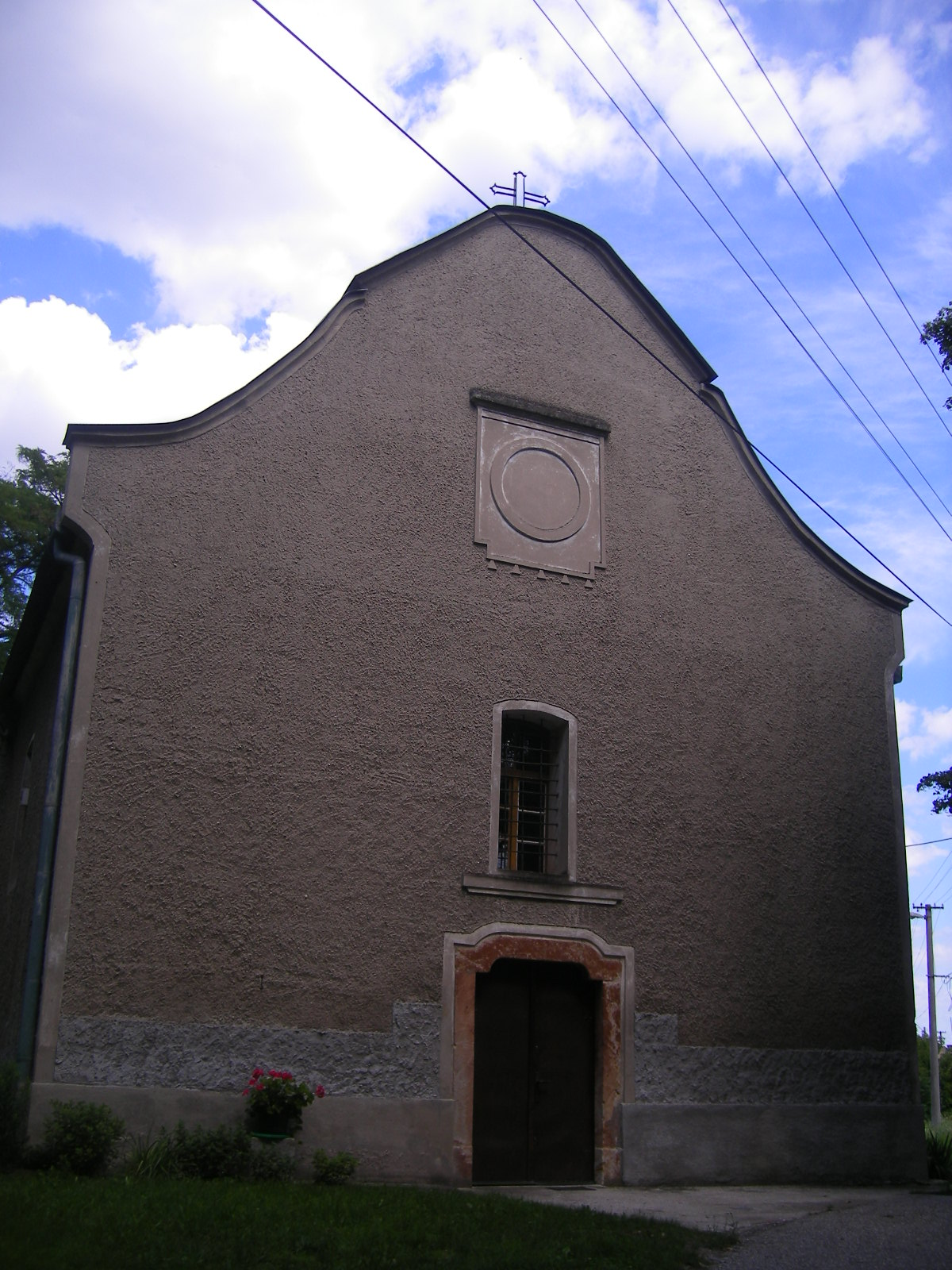
Kirche in Kravany nad Dunajom

Das Gemeindegebiet wurde in der Urzeit besiedelt, aus der Jungsteinzeit sind Überreste einer Siedlung der Linearbandkeramischen Kultur erhalten.
Der Ort wurde zum ersten Mal 1245 als Korwa schriftlich erwähnt, als der bisherige Besitzer Péter Köbölkúti sein Gut an Meister Miklós, den königlichen Boten, verkaufte. 1300 wurde die Ortschaft durch Truppen von Matthäus Csák verwüstet. Im Mittelalter war Karva Gut von verschiedenen Familien des Landadels. 1529, kurz nach der Schlacht bei Mohács, kam ein weiterer Rückschlag, als das Dorf von den osmanischen Truppen zerstört wurde und danach in Grenznähe zum Osmanischen Reich stand. Erst nachdem die Osmanen nach 1683 geschlagen wurden und Kuruzenaufstände ihr Ende fanden, konnte Karva dauerhaft wiederaufgebaut werden. 1711 wohnten im Ort 11 Haushalte. 1828 zählte man 49 Häuser und 417 Einwohner, die als Landwirte und Winzer beschäftigt waren. An der Donau arbeiteten zudem mehrere Wassermühlen, die erst nach dem Zweiten Weltkrieg eingestellt wurden.
Bis 1918/1919 gehörte der im Komitat Gran liegende Ort zum Königreich Ungarn und kam danach zur Tschechoslowakei beziehungsweise heute Slowakei. 1935 erbauten die Einwohner eigenständig ein Kulturhaus. Infolge des Ersten Wiener Schiedsspruchs war er zwischen 1938 und 1945 noch einmal Teil von Ungarn.

## Bevölkerung
| Jahr                | 1994 | 2004    | 2014    | 2024    |
| ------------------- | ---- | ------- | ------- | ------- |
| Anzahl der Personen | 779  | 759     | 727     | 703     |
| Unterschied         |      | −2,56 % | −4,21 % | −3,30 % |

| Jahr                | 2023 | 2024    |
| ------------------- | ---- | ------- |
| Anzahl der Personen | 718  | 703     |
| Unterschied         |      | −2,08 % |

Gemäß der Volkszählung 2011 wohnten in Kravany nad Dunajom 748 Einwohner, davon 554 Magyaren, 146 Slowaken, acht Tschechen, drei Mährer und ein Kroate. Ein Einwohner gab eine andere Ethnie an und 35 Einwohner machten keine Angabe zur Ethnie.
506 Einwohner bekannten sich zur römisch-katholischen Kirche, 62 Einwohner zur reformierten Kirche, acht Einwohner zur griechisch-katholischen Kirche, sieben Einwohner zur Evangelischen Kirche A. B., fünf Einwohner zu den Zeugen Jehovas, vier Einwohner zur Pfingstbewegung, zwei Einwohner zur tschechoslowakischen hussitischen Kirche und ein Einwohner zur evangelisch-methodistischen Kirche; ein Einwohner bekannte sich zu einer anderen Konfession. 71 Einwohner waren konfessionslos und bei 81 Einwohnern wurde die Konfession nicht ermittelt.

## Sehenswürdigkeiten
Der bedeutendste Sakralbau ist die römisch-katholische Kirche der Gesegneten Jungfrau Maria, ursprünglich im 13. Jahrhundert im romanischen Stil errichtet und 1712 im barocken Stil erneuert. Da die heutige Kirche turmlos ist, steht seit dem 18. Jahrhundert nebenan ein Glockenturm.
Wegen der historischen Vielfalt von herrschenden Familien gibt es mehrere historische Sitze derselben: das Szarvassy-Landschloss aus dem 18. Jahrhundert, das Kuzmik-Landschloss im Secessionsstil aus dem Jahr 1908 im ehemaligen Szarvassy-Schlosspark sowie das heute als Láng-Landschloss bekannte Gebäude aus dem Ende des 19. Jahrhunderts. Dazu kommen zwei kleinere Landsitzgebäude: der Kosztics-Landsitz aus dem Ende des 18. Jahrhunderts und der Botka-Landsitz aus dem Jahr 1880.